# Темьяниково
Темьяниково — деревня в Устюженском районе Вологодской области.
Входит в состав Устюженского сельского поселения, с точки зрения административно-территориального деления — в Устюженский сельсовет.
Расстояние по автодороге до районного центра Устюжны — 13 км. Ближайшие населённые пункты — Зайцево, Люботово, Терентьево.
Население по данным переписи 2002 года — 21 человек (11 мужчин, 10 женщин). Всё население — русские.